# Placi Condrau

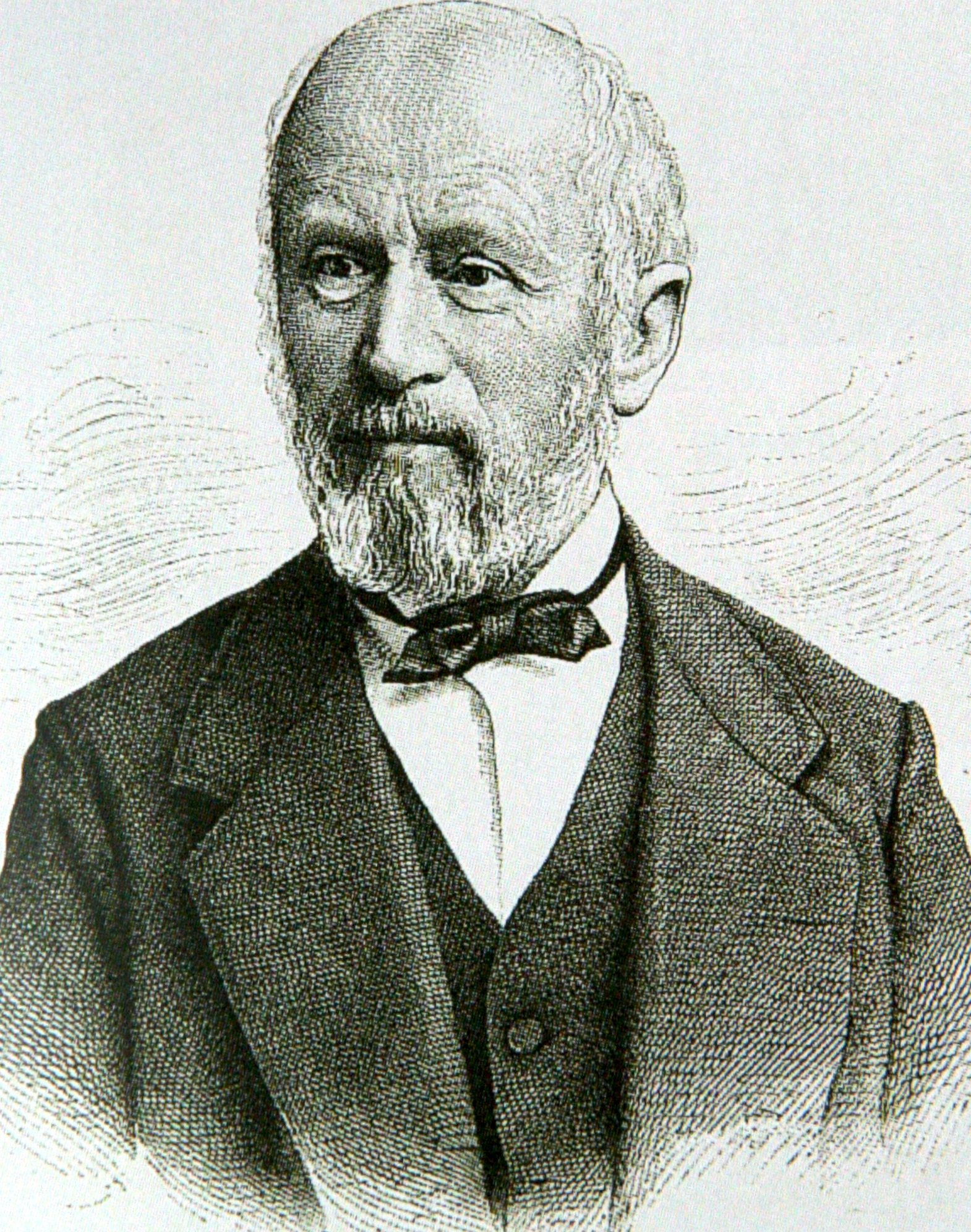
Placi Condrau

Placi (Placidus) Condrau (* 22. Juli 1819 in Disentis/Mustér; † 22. November 1902 ebenda) war ein katholisch-konservativer Politiker, Professor und Publizist im Schweizer Kanton Graubünden und als Meinungsführer eine zentrale Figur des Konservatismus in Graubünden.

## Leben
Placi Condraus Eltern waren Gion Fidel und Maria Cristina Condrau, geborene Bundi. Der Vater war Landammann der Cadi.
Zuerst besuchte Placi Condrau das Gymnasium des Klosters Disentis, danach studierte er in München und Bonn Anthropologie, Psychologie und Naturgeschichte. Zudem besuchte er Vorlesungen in Religionsgeschichte und Geschichtsphilosophie.

### Lehrer
Als 1843 sein Vater starb, kehrte Condrau nach Chur zurück, wo er von 1843 bis 1850 an der Kantonsschule Geschichte, Geographie und Arithmetik unterrichtete. Von 1850 bis 1856 unterrichtete Condrau am Gymnasium in Disentis, von 1852 bis 1863 war er zusätzlich Schulinspektor des Bezirks Vorderrhein. 1850 berief er die erste Lehrerkonferenz der Cadi ein. Zusammen mit dem Politiker Caspar Decurtins setzte er sich für die Erzählung Sigisbert en Rezia («Sigisbert im rätischen Tal») von Pater Maurus Carnot ein, die die Gründung des Klosters Disentis nacherzählt. Im Zuge einer Neuorientierung des Schulwesens war sie von der Regierung in Chur verboten worden.

### Herausgeber
Ab 1845 war Condrau Mitarbeiter und Redaktor bei verschiedenen Zeitschriften in rätoromanischer Sprache. Im Dezember 1856 gründete er die Nova Gasetta Romonscha, deren Herausgeber und Besitzer er war. Die Gasetta erwies sich als wichtiges Instrument zur Meinungsbildung und Interessenwahrung der Surselva. Ab 1859 war Condrau zudem Redaktor des «Calender romontsch».

### Politiker
1866 bis 1879 war Placi Condrau Bündner Grossrat, 1873 bis 1877 war er Mistral (Landammann) der Cadi.
Weil das neue kantonale Klostergesetz von 1861 die Aufnahme von Novizen weitgehend verhinderte, drohte dem Kloster Disentis die Auflösung. Zusammen mit Caspar Decurtins und Theophil Sprecher von Bernegg setzte sich Condrau für seine Erhaltung ein, indem er immer wieder in Artikeln und Briefen auf dessen Bedeutung für Kultur, Religion und Bildung hinwies.
Placi Condrau blieb unverheiratet. Sein Bruder war der Arzt und Politiker Augustin Condrau (1811–1887).